# Charruodon
Charruodon tetracuspidatus es un género extinto de sinápsido cinodonte perteneciente a la familia Therioherpetidae que existió en Brasil durante el Triásico. La especie descrita es Charruodon tetracuspidatus. Se conoce exclusivamente a partir de un único espécimen, cuya procedencia exacta es incierta.